# Luther (Oklahoma)
Luther és un poble dels Estats Units a l'estat d'Oklahoma. Segons el cens del 2000 tenia 612 habitants.

## Demografia
Segons el cens del 2000, Luther tenia 612 habitants, 228 habitatges, i 163 famílies. La densitat de població era de 52,7 habitants per km².
Dels 228 habitatges en un 39,5% hi vivien nens de menys de 18 anys, en un 52,6% hi vivien parelles casades, en un 13,6% dones solteres, i en un 28,5% no eren unitats familiars. En el 25,4% dels habitatges hi vivien persones soles el 10,1% de les quals corresponia a persones de 65 anys o més que vivien soles. El nombre mitjà de persones vivint en cada habitatge era de 2,68 i el nombre mitjà de persones que vivien en cada família era de 3,22.
Per edats la població es repartia de la següent manera: un 32,4% tenia menys de 18 anys, un 8,8% entre 18 i 24, un 26,5% entre 25 i 44, un 20,1% de 45 a 60 i un 12,3% 65 anys o més.
L'edat mediana era de 35 anys. Per cada 100 dones de 18 o més anys hi havia 86,5 homes.
La renda mediana per habitatge era de 31.442 $ i la renda mediana per família de 35.625 $. Els homes tenien una renda mediana de 27.083 $ mentre que les dones 20.208 $. La renda per capita de la població era de 13.934 $. Entorn del 4,4% de les famílies i el 5,1% de la població estaven per davall del llindar de pobresa.

## Poblacions més properes
El següent diagrama mostra les poblacions més properes.